# استافولو
استافولو (به ایتالیایی: Staffolo) یک منطقهٔ مسکونی در ایتالیا است که در استان آنکونا واقع شده‌است.

## خصوصیات
استافولو ۲۷٫۶ کیلومترمربع مساحت و ۲٬۳۰۴ نفر جمعیت دارد.